# Portel-des-Corbières
Portel-des-Corbières är en kommun i departementet Aude i regionen Occitanien  i södra Frankrike. Kommunen ligger i kantonen Sigean som ligger i arrondissementet Narbonne. År 2022 hade Portel-des-Corbières 1 288 invånare.

## Befolkningsutveckling
Antalet invånare i kommunen Portel-des-Corbières
Referens: INSEE